# Triphora gentianoides
Triphora gentianoides là một loài thực vật có hoa trong họ Lan. Loài này được (Sw.) Nutt. ex Ames & Schltr. miêu tả khoa học đầu tiên năm 1922.